# Lārījān-e Pā'īn
Lārījān-e Pā'īn (persiska: لاریجان پائین, Lārījān-e Soflā) är en ort i Iran.   Den ligger i provinsen Östazarbaijan, i den nordvästra delen av landet, 500 km nordväst om huvudstaden Teheran. Lārījān-e Pā'īn ligger 364 meter över havet och antalet invånare är 117.
Terrängen runt Lārījān-e Pā'īn är kuperad. Runt Lārījān-e Pā'īn är det ganska glesbefolkat, med 29 invånare per kvadratkilometer. Närmaste större samhälle är Khomārlū, 1,6 km öster om Lārījān-e Pā'īn. Trakten runt Lārījān-e Pā'īn består till största delen av jordbruksmark.